# Fikriye Selen
Fikriye Selen (* 1975 in Köln; verheiratete Fikriye Selen-Okatan) ist eine ehemalige türkische Boxerin im Bantamgewicht.
Fikriye Selen begann mit 13 mit Judo und wechselte mit 15 zum Kickboxen, weil ihr "Judo zu schlapp war". Mit 20 begann sie mit Boxen. Während ihrer aktiven Zeit bei den Faustkämpfern Köln-Kalk hat sie mehrere türkische Meistertitel und den Vize-Europameistertitel errungen. Nach dem Ende ihrer aktiven Laufbahn ist sie nun als Betriebswirtin tätig.
Mit Fernsehauftritten wie in Wetten, dass..?, der Dokumentation Ein Mädchen im Ring und mit Werbeverträgen wie mit Puma wurde Fikriye Selen dem deutschen Publikum bekannt. Des Weiteren hat sie dazu beigetragen, das Frauenboxen in Deutschland und der Türkei populär zu machen.